# First Time (canción de Lifehouse)
«First Time» es el primer sencillo de la banda de rock alternativo Lifehouse de su álbum Who We Are. La canción fue escrita por el cantante Jason Wade junto a Jude Cole, quien produjo la canción. Wade consideró que era urgente para escribir la canción y dijo que tenía que pensar profundamente para escribirlo. Musicalmente, "First Time" es un power pop canción que contiene el rock alternativo con un tema acerca de las primeras etapas del romance. La pista fue lanzado por primera vez como descarga digital el 7 de mayo de 2007 por Geffen Records. Luego se solicitó a la corriente principal de la radio el 15 de mayo de 2007.
La canción recibió críticas positivas de los críticos que comparaban a Lifehouse de "Hanging by a Moment". Se llegó al número 26 y número 47, respectivamente, en los Estados Unidos y Canadá, y más tarde trazado en Nueva Zelanda, en el número 31. El video musical de la canción se estrenó el AOLmusic.com y La N el 29 de junio de 2007. Cuenta con clips de parejas reales enamorarse por primera vez. Lifehouse ha interpretado la canción en vivo en late-night shows de televisión nacional.

## Composición
"La primera vez" es un power pop canción que contiene influencias de rock alternativo y pop punk. Fue descrito como un "número de radio-friendly con ganchos en abundancia" de Alex Lai de Contactmusic.com. John DiBiase de Jesús Freak Escondite describió la canción como "una canción de amor optimista" y, además, lo describió como "una especie de 'Hanging by a Moment' cumple 'spin', con más de un ángulo romántico distinta como 'You and Me'". Billboard describió la canción como "melódica brasa-Turner, instrumentación de equilibrado pulido y un gancho de aguas cristalinas contra las voces de arena de plomo Jason Wade."Sputnikmusic describió la canción como "una canción de ritmo muy rápido con un ritmo pegadizo que puede competir con 'Hanging by a Moment ", pero simplemente no puede bastante inmejorable." Steve Morley de UMC.org describió la canción como un "propulsor pop-roquero" que él dijo "mover más allá de amor típica clichés de canciones .

## Video musical
El video musical se estrenó el AOLmusic.com y La N el 29 de junio de 2007. También fue lanzado el iTunes el mismo día. El video musical, dirigido por Sean Mullins, recibió un disparo en Los Ángeles y cuenta con bienes parejas enamorarse por primera vez. 
Se inicia con una foto de la banda en una habitación blanca que llevaba toda la ropa blanca y tocando todos los instrumentos blancos. Como la energía de la canción se hace más fuerte, la sala blanca y cambios de ropa de la banda de blanco a un rojo rubí. De acuerdo con los monstruos y los críticos, los colores vibrantes en el video musical muestran cómo explota la pasión dentro de las personas cuando están en el amor por primera vez. Una pareja se pone tatuajes, por primera vez, mientras que otro chico se ve que enseña a su novia cómo monopatín. Después de eso, otra pareja se ve caer en el amor en una playa y un marido de la vida real y mujer abrazar después de que el marido regresa de los militares.

## Posicionamiento
| Listas (2007)                       | Posición |
| ----------------------------------- | -------- |
| Canadá (Canadian Hot 100)           | 47       |
| Nueva Zelanda (Recorded Music NZ)   | 31       |
| Estados Unidos (Billboard Hot 100)  | 26       |
| Estados Unidos (Adult Top 40)       | 3        |
| Estados Unidos (Adult Contemporary) | 17       |
| Estados Unidos (Mainstream Top 40)  | 16       |